# اهراب
اهراب یکی ازمحله‌های تاریخی شهر تبریز است. این محله در مرکز شهر و در مابین خیابان‌های امام خمینی، خیام، شریعتی و ۱۷ شهریور واقع شده‌است. در جریان انقلاب مشروطه، این محله از مهم‌ترین و تأثیرگذارترین محله‌های شهر بوده و پناه‌گاه برخی از سران مشروطه بوده‌است. محلهٔ اهراب در حوزهٔ استحفاظی شهرداری منطقهٔ ۳ تبریز قرار گرفته‌است.

## موقعیت
اهراب از محلات جنوب شهر تبریز است. از شمال به محله ویجویه (ورجی) و میارمیار و قره‌آغاج، از جنوب و از شرق به محله لیلاوا و از جنوب به محله گازران (گزاران) محدود است. مرکز آن میدان مسجد نجف بیک نایب (مسجد امام خمینی)، آراچورکچی خانا (نانوایی میانه) و چشمه باشی (سرچشمه) است. خیابان خیام از جنوب به شمال این محله را دو بخش کرده: بخش غربی آن خیابان قطران (باغات وزیرآباد و شاووا) (شاه آباد) و بخش شرقی محله اهراب محله بارناوا (بارون آواک) هستند.
محله اهراب ۸ مسجد دارد که معروف‌ترین آنها مسجد نجف بیک نایب (امام خمینی)، مسجد ملا علی‌اکبر، مسجد ملاحسین و مسجد میانه هستند. آبشخور این محله در قدیم قنات «خوجا میجان (خواجه مرجان)» و «خامت خان (خان محمدخان)»، بوده‌است.

## وجه تسمیه
به عقیده بهروز خاماچی، نام اهراب از دو بخشی «اَهْر + آب» تشکیل یافته‌است. «اَهْر» در لغت به معنای درخت زبان گنجشک و سخت چوب آمده‌است. بدین ترتیب «اهر یعنی درختان و درخت زبان گنجشک (قوش دیلی) که در کنار آب باشند یا زمین و منطقه‌ای که سراسر آن پوشیده از درخت زبان گنجشک باشد.» در تابستان سال ۱۳۹۴ دست‌اندرکاران شهرداری تبریز برای ساخت خیابانی تازه بیش از دو سوم زمینهای باغ بنکداریان محله اهراب تبریز را در هم کوبیدند و به دنبال زدودن باغ بنکداریان در اهراب تبریز نزدیک بود ساختمان قاجاری واقع در آن باغ بزرگ نیز فرو ریزد اما سرانجام ساختمان قدیمی باغ در جای خود باقی ماند و تنها زمین‌های باغ بنکداریان در هم کوبیده شد - در امتداد خیابان تازه راه اندازی شده در محله اهراب یک باب ساختمان و باغ بزرگ دیگری قرار دارد که زمان ساخت آن مربوط به عهد قاجار بوده و در سالیان پیش از انقلاب ۵۷ عمارت بزرگ درونی باغ وابسته به انگلیسی‌های ساکن تبریز بوده و در آنجا زبان‌های فرانسه و انگلیسی آموزش داده می‌شده از این رو اهالی اهراب از دیرباز آن مکان تاریخی را بریتیش اسکول biritish school می‌نامند، ولیکن سازه و باغ پیرامونی آن به دلیل ادامه مسیرگشایی برای تکمیل خیابان تازه راه اندازی شده در اهراب امروزه در آستانه نابودی قرار دارد

## پیشینه
نادر میرزای قاجار این محله را برزنی از محله چرنداب نوشته‌است.
محلهٔ اهراب دو گورستان معروف داشت. یکی گورستان گجیل از سال ۱۳۰۴ شمسی در زمانی که امیرلشکر عبدالله خان طهماسبی فرمانده لشکر شمالغرب آذربایجان و استاندار از طرف رضاخان، که این گورستان قدیمی به باغ گلستان و گردشگاه عمومی تبدیل شد و دیگری گورستان شاووا (شاه آباد) بود که به پارک «آنا» تبدیل شد.
نام و لغت گجیل در برهان قاطع به فتح اول «گ» بر وزن رجیل به معنای محله و گورستانی در تبریز آمده‌است. سالخوردگان این محله، از اجداد خود سینه به سینه روایت کرده‌اند که مساحت گورستان گجیل ۶۰ خروار زمین بوده و ساکنان محلات ورجی، کوچه باغ، اهراب و میارمیار از این گورستان استفاده می‌کردند.

## آثار تاریخی
- سقاخانه اهراب